# Ram Nath Kovind
Pour les articles homonymes, voir RAM.
Ne doit pas être confondu avec Ram Nath.
Ram Nath Kovind (en hindi : राम नाथ कोविंद), né le 1er octobre 1945 dans le village de Paraunkh, actuellement situé dans l'État d'Uttar Pradesh, en Inde, est un avocat et homme d'État indien, ancien membre du Bharatiya Janata Party (BJP) et président de l'Inde de 2017 à 2022.
Issu des Dalits,, il entame une carrière d'avocat avant d'être élu membre de la Rajya Sabha, au sein de laquelle il siège pendant douze ans.
Proche de Narendra Modi et ayant milité avec lui dans le Rashtriya Swayamsevak Sangh (RSS), il est nommé gouverneur du Bihar en 2015, avant d'être élu, deux ans plus tard, président de l'Inde avec l'appui de la coalition gouvernementale et de l'Alliance démocratique nationale (NDA).

## Biographie

### Enfance, études et carrière
Né dans le district de Kanpur Dehat, Ram Nath Kovind est le fils d'un agriculteur. Il fait ses études supérieures à l'université de Kanpur, dont il sort diplômé en droit commercial.
Après avoir obtenu son diplôme universitaire, il part à Delhi pour se préparer un examen des services civils, qu'il obtient après la troisième tentative. Il devient avocat du gouvernement central à la Haute Cour de Delhi, fonction qu'il assume de 1977 à 1979, puis est conseiller permanent du gouvernement central pour les relations avec la Cour suprême de 1980 à 1993. 
En 1978, il est nommé avocat auprès de la Cour suprême d'Inde. Comme avocat, il fournit une aide juridique gratuite aux couches les plus faibles de la société, tels que les femmes et les pauvres, grâce à la Free Legal Aid Society basée à New Delhi. 
Il est également l'assistant personnel de Morarji Desai, Premier ministre de l'Inde entre 1977 et 1979.

### Carrière politique

#### Membre de la Rajya Sabha
Pendant plusieurs années, il est un membre actif du Rashtriya Swayamsevak Sangh. En 1991, il adhère au Bharatiya Janata Party (BJP), considéré comme l'aile politique de l’organisation paramilitaire. Il devient plus tard l'un des porte-paroles nationaux du parti. Successivement candidat dans les circonscriptions de Ghatampur, puis de Bhognipur pour obtenir un mandat parlementaire, il est toutefois battu et doit attendre le mois d'avril 1994 pour entrer à la Rajya Sabha, au sein de laquelle il siège durant deux mandats consécutifs, jusqu'au mois de mars 2006.
Parallèlement, il siège au sein du conseil d'administration de l'université de Lucknow et a représenté son pays à l'occasion de l'Assemblée générale des Nations-Unies.

#### Gouverneur du Bihar
Le 8 août 2015, Ram Nath Kovind est nommé gouverneur du Bihar par le président Pranab Mukherjee ; il prête serment huit jours plus tard devant le juge en chef de la Cour suprême de Patna, Iqbal Ahmad Ansari.
En tant que gouverneur, il s'est fait remarquer pour la constitution d'une commission judiciaire chargée d'enquêter sur les irrégularités constatées ou soupçonnées dans la promotion non méritée des enseignants, la mauvaise gestion des fonds et la nomination de candidats non méritants comme professeurs dans les universités de l'État.
Il démissionne après avoir été désigné candidat à la présidence de l'Inde le 20 juin 2017.

#### Candidat à la présidence de l'Inde
Le 19 juin 2017, il est désigné candidat à la présidence de l'Inde par l'Alliance démocratique nationale (NDA), la coalition dirigée par le Premier ministre, Narendra Modi. Sa nomination est perçue comme une surprise par les observateurs qui considèrent toutefois que ce choix est stratégique, dans la mesure où Ram Nath Kovind, candidat de la coalition gouvernementale, est présenté comme un homme de compromis capable de rassembler et de s'élever au-delà des clivages partisans.

### Président de l'Inde
Le 17 juillet 2017, il est élu président de l'Inde en obtenant 65,65 % des voix du collège électoral face à son adversaire, la candidate de l'Alliance progressiste unie (UPA), Meira Kumar.
Il entre en fonction le 25 juillet suivant. Ram Nath Kovind est le second président indien issu des dalits, communauté socialement et économiquement marginalisée, autrefois appelés "intouchables". Il est également le premier président ayant été membre du Rashtriya Swayamsevak Sangh.

## Prix et reconnaissances
- Grand-croix de l'Ordre de national du Mérite de la république de Guinée